# 当别分屯基地
当別分屯基地（とうべつぶんとんきち、JASDF Toubetu Sub Base）位于日本北海道石狩郡当別町字弁華別番外地，為航空自衛隊三泽基地的分屯基地，駐有北部航空警戒管制团第45警戒群。
分屯基地司令同时兼任第45警戒群司令。

## 配置部隊
- 第45警戒群

## 沿革
- 1953年：美軍第848航空警戒管制中隊第45分遣隊（848th Aircraft Control & Warning Squadron Detachment 45）基地開設
- 1955年：日本航空自衛隊開始展開
- 1959年：从美军手中接管雷达设施
- 1961年：随着北部航空警戒管制团的成立，组建第45警戒群
- 1973年：开始使用J/FPS-1雷达
- 1995年：开始使用J/FPS-3雷达
- 2009年：J/FPS-3雷达改装为J/FPS-3A，使其具备彈道飛彈防禦能力[1]